# Riverdale (Manitoba)
Riverdale es un municipio canadiense situado en la provincia de Manitoba.

## Superficie
Riverdale tiene una superficie de 576,02 km².

## Demografía
En 2021, tenía 1803 habitantes, una densidad poblacional de 3,1 hab./km², y 788 viviendas.